# Uber Gradella
Uber Gradella (Màntua, 14 de juny de 1921 - Roma, 6 de gener de 2015) va ser un futbolista italià que jugava en la posició de porter.

## Carrera esportiva
Va debutar com a futbolista el 1937 amb el Mantova FC després d'haver-se format al planter del club. En 1939 va deixar el club per fitxar pel Hellas Verona FC durant una temporada, quedant tretzè a la Serie B. El 1940 va fitxar per la SS Lazio. La seva millor posició en lliga amb el club va ser una quarta posició el 1942, i en la Copa d'Itàlia, arribant a semifinals el 1941. El 1944, després de ser l'equip suspès de l'activitat oficial pel conflicte armat, va marxar a l'AS Biellese 1902 per un any. Després d'un altre any al Novara Calcio, va tornar a la SS Lazio el 1945 fins al 1949, any en el qual es va retirar com a futbolista. Va morir el 6 de gener de 2015 a Roma a 93 anys.

## Clubs
| Club             | País | Any         | Partits |
| ---------------- | ---- | ----------- | ------- |
| Mantova FC       |      | 1937 - 1939 | 1       |
| Hellas Verona FC |      | 1939 - 1940 | 33      |
| SS Lazio         |      | 1940 - 1944 | 77      |
| AS Biellese 1902 |      | 1944 - 1945 | ?       |
| Novara Calcio    |      | 1945        | ?       |
| SS Lazio         |      | 1945 - 1949 | 75      |